# Pelagornithidae
I pelagornitidi (Pelagornithidae) sono una famiglia di uccelli estinti, appartenenti ai pelecaniformi (Pelecaniformes), vissuti in tutto il mondo tra il Paleocene superiore e il Pliocene superiore (tra 60 e 3 milioni di anni fa). Alcuni resti fossili sono stati rinvenuti anche in Antartide.

## Descrizione

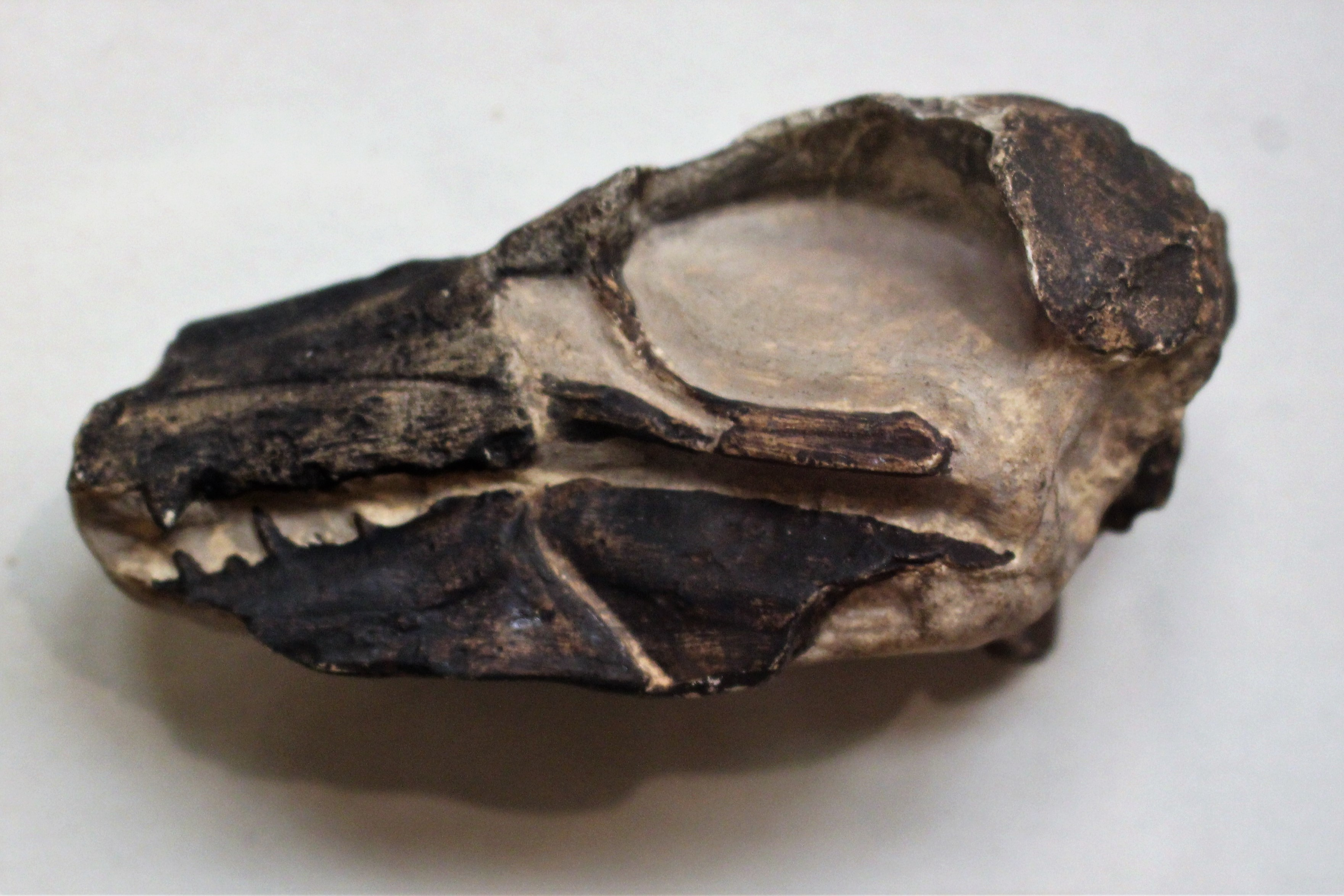
Parte del cranio di Odontopteryx toliapica

L'apertura alare dei pelagornitidi poteva raggiungere i sei metri; l'aspetto in volo di questi animali doveva essere molto simile a quello degli albatros. Il cranio, il più delle volte, era allungato e provvisto di un grande becco. Proprio quest'ultimo costituiva la caratteristica principale dei pelagornitidi: era infatti provvisto di proiezioni ossee simili a denti, che servivano a questi animali per catturare prede scivolose come i pesci o i calamari oceanici.

## Classificazione
I pelagornitidi sono classificati tra i pelecaniformi sulla base di caratteristiche dello scheletro e del cranio, ma sono state riscontrate anche forti somiglianze con i procellariformi, il gruppo a cui appartengono gli albatros. Alcuni paleontologi, quindi, ritengono che questi uccelli possano essere una prova dell'origine comune di pellicani e albatros. Altri studiosi, comunque, ritengono che i pelagornitidi possano non appartenere ad alcuno dei due gruppi.
I pelagornitidi, a volte, sono suddivisi in due famiglie a sé stanti: gli odontotterigidi (Odontopterygidae) e gli osteodontornitidi (Osteodontornithidae). I primi erano i più antichi, solitamente di piccole dimensioni, e avevano ali e becchi relativamente corti. I secondi, invece, possedevano ossa delle ali molto allungate e becchi giganteschi; inoltre erano di dimensioni notevolmente maggiori e furono gli ultimi ad estinguersi.

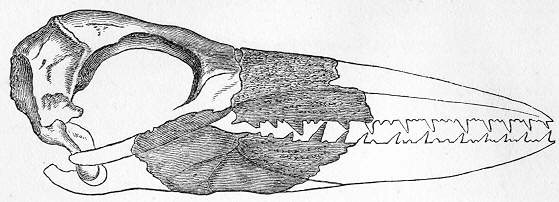
Ricostruzione del cranio di Odontopteryx toliapica

## Paleoecologia
Gran parte dei pelagorniti erano uccelli oceanici, che percorrevano grandi distanze sfruttando le correnti ascensionali. Il lungo becco dentato era efficace nella pesca di prede veloci e scivolose: probabilmente i pelagorniti volavano in prossimità dell'acqua o si tuffavano dall'alto (come gli odierni pellicani), arpionando pesci e calamari.

## Evoluzione

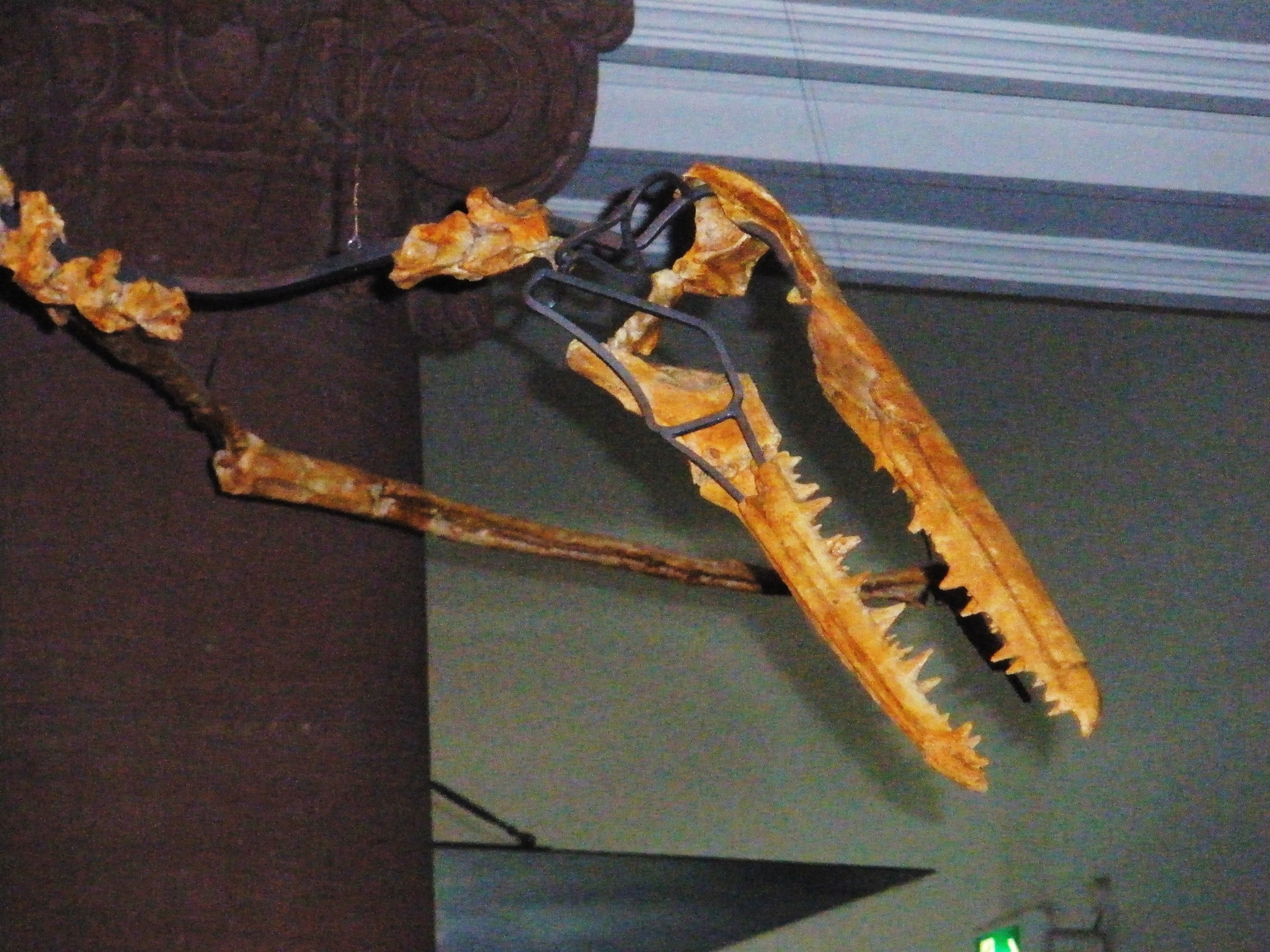
Cranio di Pelagornis chilensis

I più antichi ritrovamenti di pelagorniti risalgono al Paleocene inferiore: Protodontopteryx ruthae proviene da depositi di circa 62 milioni di anni fa, in Nuova Zelanda. Altri pelagorniti sono noti nel Paleocene superiore: Pseudodontornis tenuirostris proviene dalla Herne Bay, mentre Odontopteryx tschulensis è stato ritrovato in Kazakistan. Nell'Eocene inferiore (circa 50 milioni di anni fa) sono conosciuti alcuni fossili provenienti dalla London Clay, appartenenti ai generi Neptuniavis, Argilliornis e Odontopteryx. Tra i pelagorniti più noti vi era l'osteodontornite, che visse nell'emisfero settentrionale dall'Oligocene inferiore fino al Pliocene e fu uno dei più grandi uccelli mai esistiti. L'ultimo pelagornite noto è un esemplare di Pelagornis proveniente dal Pliocene del Marocco.